# Tweedsmuir

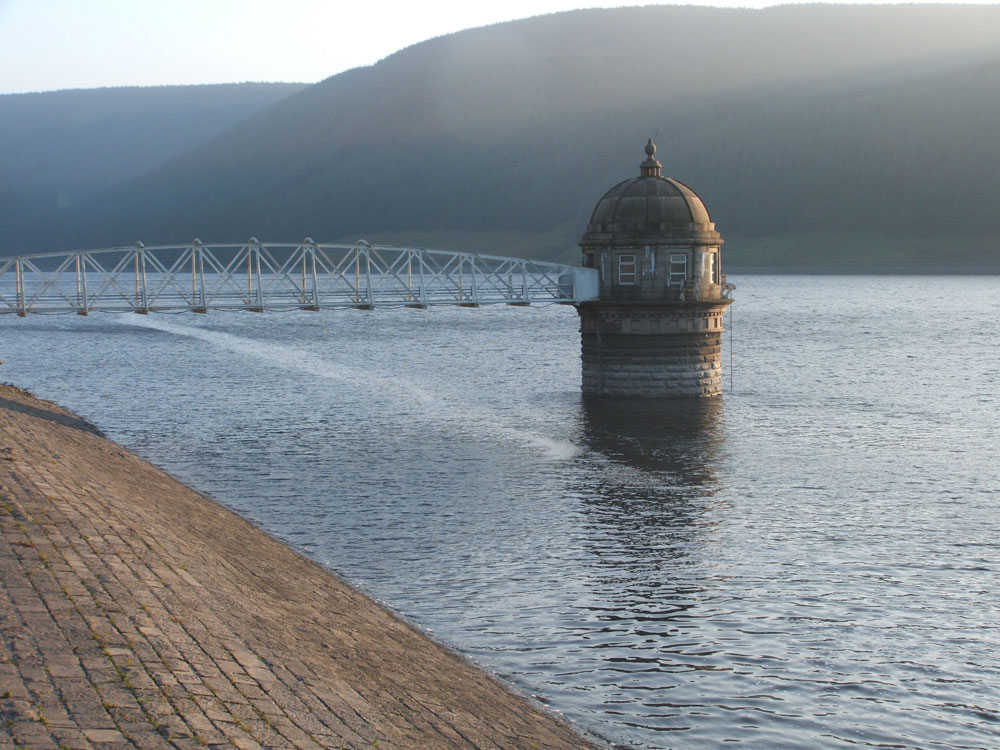
Talla Reservoir

Tweedsmuir (schottisch-gälisch Sliabh Thuaidh) ist eine Ortschaft in der schottischen Council Area Scottish Borders beziehungsweise der traditionellen Grafschaft Peeblesshire. Sie liegt im dünnbesiedelten Westen der Region rund 18 km südwestlich von Peebles und 26 km südöstlich von Lanark im Tal des Tweed. Am Ostrand mündet das Talla Water in den Tweed. Das Talla Water ist zwei Kilometer südlich der Ortschaft zum Talla Reservoir aufgestaut.

## Geschichte
Bei Tweedsmuir befindet sich die abgegangene Burg Oliver Castle, die um 1200 erstmals erwähnt wurde. Südöstlich von Tweedsmuir befinden sich Cairns und Menhire. Von ihnen ist der Giant’s Stone mit einer Höhe von rund 1,6 m der größte.
In Tweedsmuir befindet sich das Crook Inn, das als ältester lizenzierter Pub Schottlands gilt.

## Verkehr
Die A701 (Edinburgh–Dumfries) bildet die Hauptverkehrsstraße von Tweedsmuir und schließt die Ortschaft direkt an das Fernverkehrsstraßennetz an.

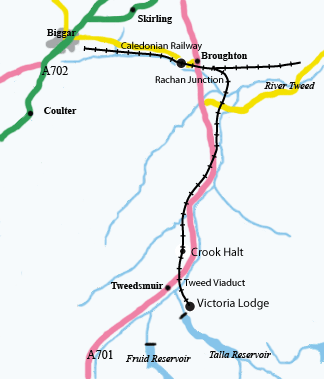
A 701 und Bahnlinie